# Desa Margalaksana (administrativ by i Indonesien, lat -6,91, long 106,52)
Desa Margalaksana är en administrativ by i Indonesien.   Den ligger i provinsen Jawa Barat, i den västra delen av landet, 90 km söder om huvudstaden Jakarta.